# William Shenstone

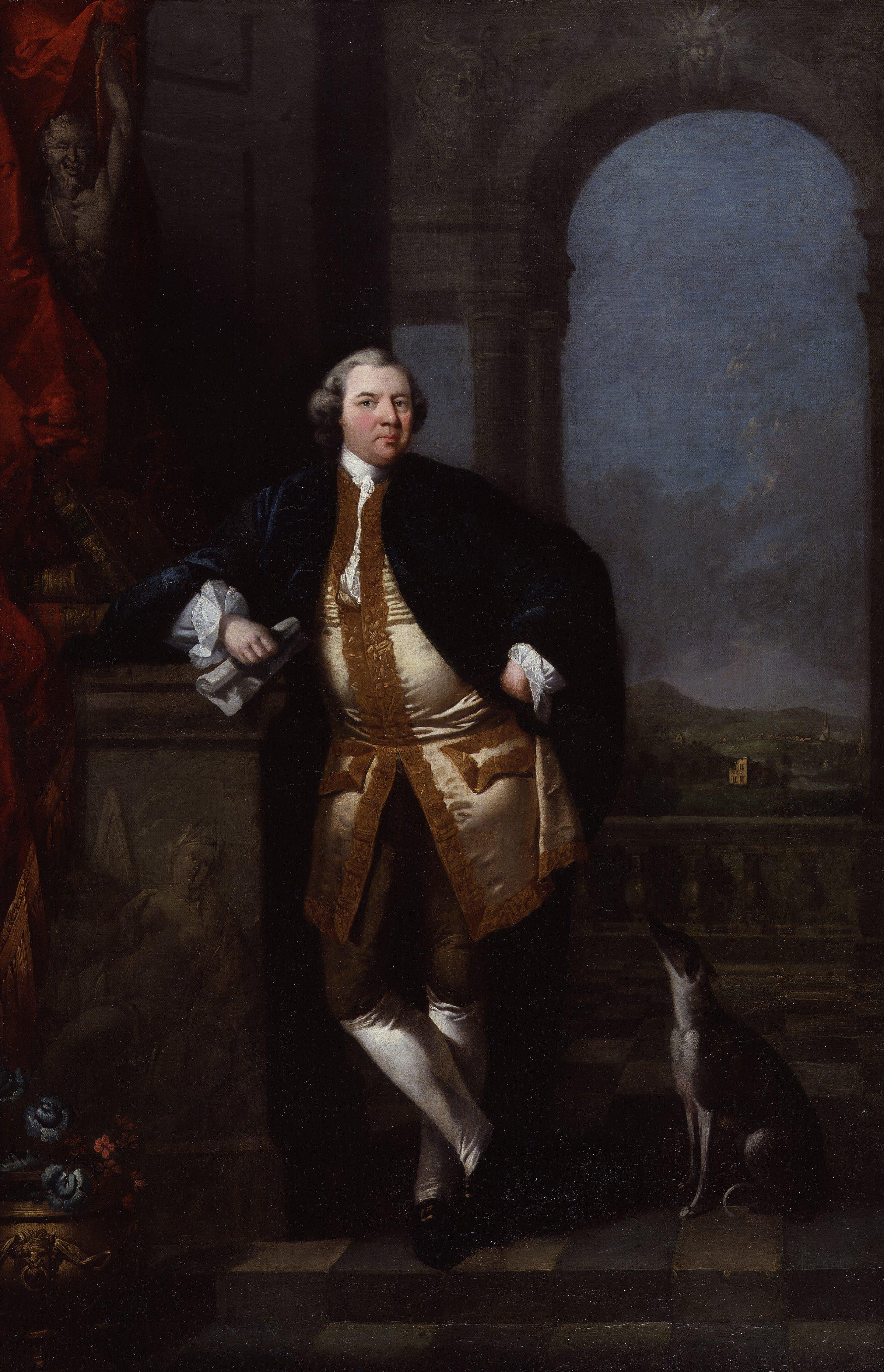
William Shenstone, portret geschilderd door Edward Alcock in 1760

William Shenstone (Halesowen, 18 november 1714 – aldaar, 11 februari 1763) was een Engels dichter en een van de eerste landschapsontwerpers in de Engelse landschapsstijl.
Shenstone introduceerde het begrip landscape gardening ofwel landschappelijke tuinaanleg en bracht het in praktijk op zijn landgoed The Leasowes bij Halesowen, in het graafschap Shropshire in Engeland. Hij vormde het om tot een ferme ornée.
- Biblioteca Nacional de España: XX1757185
- Bibliothèque nationale de France: cb122178048 (data)
- Gemeinsame Normdatei: 118796968
- International Standard Name Identifier: 0000 0000 8375 9186
- Library of Congress Control Number: n79045273
- Nationale Bibliotheek van Letland: 000107267
- MusicBrainz: 2a2215c0-56ef-417c-8bd5-d064ecd601b5
- Nationale bibliotheek van Australië: 35495040
- Nationale Bibliotheek van Israël: 987007268033005171
- Nationale Bibliotheek van Polen: a0000001613396
- Nederlandse Thesaurus van Auteursnamen: 068597231
- RKD-Nederlands Instituut voor Kunstgeschiedenis: 329553
- LIBRIS: 276268
- SNAC: w6c82vkq
- Système universitaire de documentation: 067054994
- Trove: 973793
- Union List of Artist Names: 500030162
- Virtual International Authority File: 41890027
- WorldCat: E39PBJx8JtfDJByDgrFtrk8wG3